# 米山検校
米山 検校（よねやま けんぎょう、1702年〈元禄14年〉 - 1772年1月13日〈明和8年12月9日〉）は、江戸時代の視覚障害者、鍼医、篤志家、大名貸、幕臣。

## 概略
貧農に生まれた視覚障害者（当時の言葉で盲人）であったが、鍼にて財をなして出世した。子の平蔵が旗本の男谷家を継承したことから、晩年は男谷検校とも呼ばれる。大坂の米山検校とは別人。幕末の剣聖と呼ばれた男谷信友は孫、勝海舟は曽孫に当たる。出生時の姓は山上。また、鋃一と名乗ったことがあり、座頭名も銀一となる。「米山ぎん一」「米山検校銀一」などとも名乗った。

## 生涯
米山検校は、越後国刈羽郡長鳥村杉平（現・新潟県柏崎市東長鳥の杉平集落）にて山上徳左衛門益平の七男として生まれた。12歳あるいは17歳あるいは18歳にて江戸に出てきた。300文しか持たない状況下で吹雪にあい行き倒れて、奥医師である石坂宗哲に助けられた事が切っ掛けで鍼医となり出世の機会を掴んだと記録され、勝海舟の『氷川清話』にも同様の記述がある。
ただし、石坂宗哲（竿斎）の生年は1770年、米山検校の没年は1772年であり、以降宗哲の名前を襲名した石坂宗圭などはその次代である事から年齢が合わない。米山銀一の坊（出家者で鍼の師匠を意味する）は石坂しめ一であるとする記録が残っている事から、実際に助けたのはその祖父石坂しめ一であったと慶應大学教授の飯田鼎は推察しているが、宗哲の父も石坂宗鉄と名乗っており、「実際に助けたのは父の石坂宗鉄であったが誤伝で読みが同じ宗哲と伝わった」のか、それとも「祖父の石坂しめ一が助けたが誤って宗哲と伝わった」のか、あるいは「記録がないだけで石坂しめ一も宗哲と名乗っていた時期があった」のか、どちらであったか詳細ははっきりしていない。
ともかく、石坂家の門前で行き倒れていた所を石坂検校に助けられ、初めは彼に、後に嶋補検校について鍼を学び鍼医師となった。医師であり惣検校でもあった嶋補益一の弟子、後に養子にもなったようであるが、はっきりしていない。また、米山検校は石坂検校の屋敷の中間部屋に住んでいた時、そこで賭博の話を耳にすると、当時盛んに賭博場が開かれていた幕臣の邸宅に赴き、そこで利殖の才を大いに発揮して富を築いたと伝えられる。
宝暦の飢饉時には、生まれ故郷である長鳥村に米を送り救っている。また、盲人学校開設の嘆願も行っていたようで、1754年（宝暦4年）に「鍼道指南之学校設立」を越後各領主の江戸屋敷に送っている。実際に彼が設立した鍼道指南学校は2年程運営されたが、高田藩の松岡りょく一検校より「自分の仕事が減るから」と抗議を受けて廃止された。米山検校が「鍼道指南之学校設立」にて記した内容は「250年前とは信じがたいほど見識が高く、教育内容も現在の教育制度に近」いとも評価されている。
墓所は故地の長鳥村にあり、縁者にあたる山上家によって守られている。当時としては、立身伝中の人であったようである。身分に拘らずに坂本龍馬を登用した子孫の勝海舟に精神的影響を与えたとも考えられ、その視点から研究などで見られることも多い。

## 家族
米山検校は、1769年（明和6年）に旗本男谷家の株を買い、六男・信連が水戸藩士（200石）となり、九男・信陵が旗本（100石）となった。この信陵の三男が小吉であり、これも勝家の株を買って同家を継承した。その小吉の子が勝海舟である。なお、米山検校の生地にある柏崎市立図書館によれば、米山検校の家系図は誤りが多く、勝海舟を玄孫とするものもあるが、正しくは曽孫であるとしている。
子孫（厳密には米山検校の兄の子孫）である徳間佳信が『評伝 銀のつえ：米山検校をさがして』を出版している。徳間佳信は検校の兄の昆孫（6代孫）で、『米山検校はこれまで、「北条から300文持って江戸へ出て、バクチ場で金を貸してもうけたのを足がかりに巨万の富を築いた男」とされてきたが、そのような誤った俗説が流布されていることに、徳間さんは我慢できなくなり、評伝を書こうと思い立った。』と報じられている。